# Hsinbyushin
Hsinbyushin (birman: ဆင်ဖြူရှင် ; 1736 - 10 juillet 1776 ; littéralement Seigneur de l'Éléphant blanc) fut le troisième roi de la dynastie Konbaung de Birmanie. Il était fils d'Alaungpaya (1752-1760) et succéda à son frère Naungdawgyi (1760-1763). Il eut 18 fils et 23 filles.
Hsinbyushin est surtout connu pour avoir envahi le royaume siamois d'Ayutthaya. En 1764, il lança une expédition dans l'est, où il pilla Chiang Mai et Vientiane. En avril 1767, il réalisa enfin l'objectif de son père sept ans plus tôt, en s'emparant d'Ayutthaya, d'où il ramena des milliers de prisonniers. Les destructions opérées par l'armée birmane suscitèrent le commentaire suivant d'un chroniqueur siamois : « le roi de Hanthawaddy menait la guerre comme un monarque, mais le roi d'Ava (Hsinbyushin) comme un voleur. » Cette conquête eut un rôle important dans l'absorption d'éléments thaïs dans la culture birmane, particulièrement en musique et en littérature, qui caractérise la dynastie Konbaung. La domination birmane sur Ayutthaya fut brève :  un général thaï, Taksin, expulsa les birmans, qui étaient en même temps aux prises dans le nord avec une invasion chinoise de la dynastie Qing.

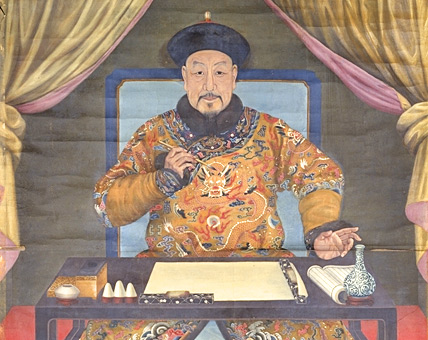
L'empereur Qianlong (1711-1799)

L'armée birmane repoussa les chinois et pénétra dans le sud de la Chine. Après quatre guerres infructueuses contre la dynastie Konbaung, (1765 - 1769) où il perdit trois vice-rois (dont un de ses gendres Ming Jui) l'empereur Qianlong établit finalement des relations diplomatiques et commerciales avec la Birmanie. Celles-ci furent formalisées en 1770 par un traité négocié entre généraux des deux pays. Le traité n'avait pas été soumis à Hsinbyushin pour son approbation, ce qui le rendit furieux contre ses généraux. Pour l'apaiser, ceux-ci envahirent le royaume indien de Manipur, action considérée comme une menace par les britanniques.
Hsibyushin mourut d'une longue maladie à Ava le 10 juillet 1776. Son fils Singu Min lui succéda. Le Royaume d'Ava, comme on l'appelait à l'époque, dominait alors les états Shans, le Laos et le royaume de Lanna.